# Wade Whaley

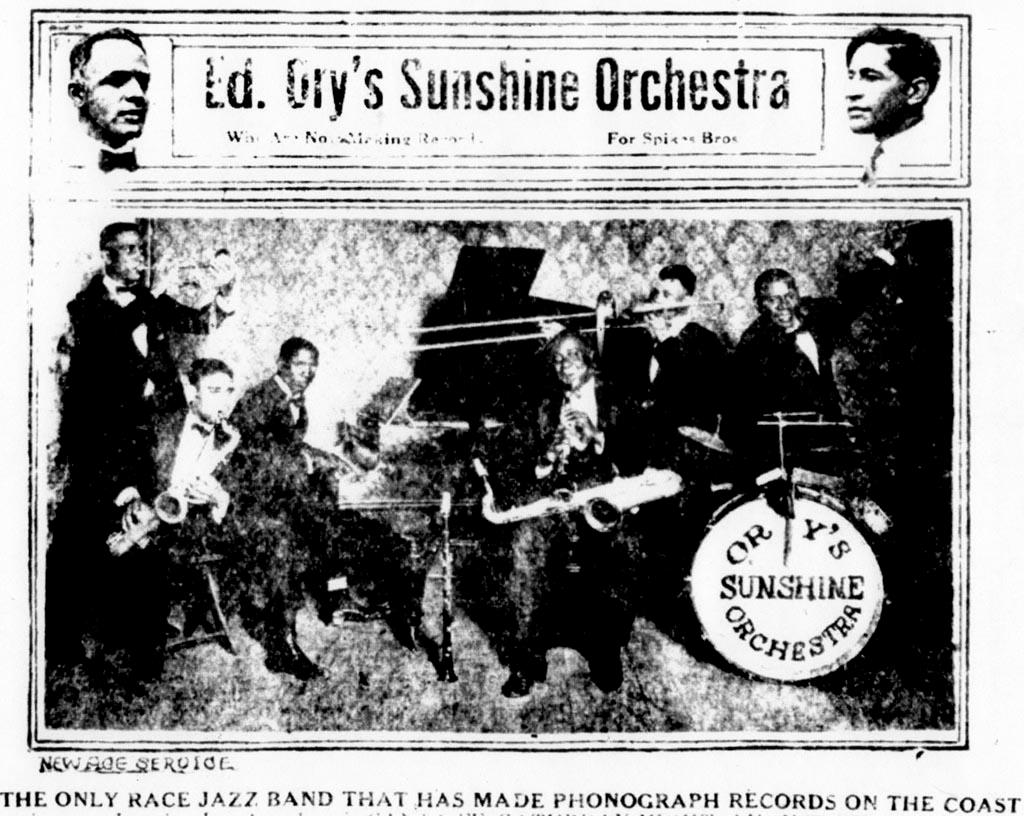
Ory's Sunshine Orchestra, 1922: Wade Whaley sitzt in der Mitte.

Wade Whaley  (* 22. Februar 1892 in New Orleans, Louisiana; † Februar 1968 in Brooklyn, New York City, New York) war ein US-amerikanischer Jazzmusiker (Klarinette), der mit Bill Johnson und Kid Ory zu den Pionieren des frühen Jazz in Los Angeles gehörte.

## Leben und Wirken
Whaley spielte zunächst Kontrabass und Gitarre, bevor er zur Klarinette wechselte. Er hatte 1916 Unterricht bei Lorenzo Tio junior in New Orleans; seine ersten Auftritte hatte er mit Armand Pirons Orchester, das im Temple Theatre auftrat. Er spielte zunächst in lokalen Bands, wie in Jack Careys Crescent Orchestra, 1918 mit Mutt Carey. und John Robichaux. 1917 lud Jelly Roll Morton die Musiker Buddy Petit, Wade Whaley und Frank Dusen ein, Louisiana zu verlassen und Mitglied seiner Band in Los Angeles zu werden. Dort kam es 1918 zu ersten Aufnahmen mit Jelly Roll Morton, Reb Spikes, Mutt Carey und Kid Ory; diese Aufnahmen gelten heute als unauffindbar. Danach kehrte er zunächst nach New Orleans zurück, um 1918 Kid Ory nach Los Angeles zu folgen.
In Los Angeles spielte Whaley von 1919 bis 1925 in Orys Creole Jazz Band mit Mutt Carey. Er wirkte jedoch nicht bei Orys Aufnahmen von 1921 für Sunshine Records mit, wo er von Dink Johnson vertreten wurde. In San Francisco leitete er ab 1925 die Band Black & Tan Jazz Hounds (auch Black & Tan Syncopators). In den frühen 30ern spielte er in einer Theaterband in Capitol Burlesque Hall; um 1934 arbeitete er hauptberuflich als Werftarbeiter in San Jose. Mitte der 1930er-Jahre hatte er eine Band in San Francisco, in der auch der Schlagzeuger Earl Watkins spielte. Im Bereich des Jazz war er erst 1943/44 an acht Aufnahmesessions beteiligt, mit Ory sowie mit Bunk Johnson’s V-Disc Veterans (mit Floyd O’Brien, Fred Washington, Frank Pasley, Red Callender, Lee Young). Nach Jimmie Noones Tod 1944 war er dessen Nachfolger in der CBS-Radioshow von Orson Welles.

## Diskographische Hinweise
- Kid Ory’s Creole Jazz Band (Folklyric Records, ed. 1975)
- The Mercury All-Stars Jazz Combination: Kid Ory 1944 (Joy Records, ed. 1981)
- Bunk Johnson: In San Francisco (American Music, ed. 1994)